# Doigt de Galilée
Ne doit pas être confondu avec Majeur de la main droite de Galilée.

Carte de la zone du Doigt de Galilée.

Le Doigt de Galilée (hébreu אצבע הגליל, Etzba HaGalil) est la région la plus au Nord d'Israël, une extension au Nord-Est de la Galilée, qui fut ainsi nommée durant la période du mandat britannique en raison de sa forme évoquant celle d'un doigt, constituant ainsi un corridor géographique.
Elle est située sur la rive ouest du Jourdain (la rive est étant constituée par le plateau du Golan) entre la frontière libanaise et la limite sud de la vallée de la Houla à une dizaine de kilomètres des rives septentrionales du lac de Tibériade.
Le Doigt de Galilée est composé de deux zones géographiques distinctes : la vallée de la Houla et les monts de Nephtali. Sa ville principale est Kiryat Shmona. La ville la plus septentrionale est Metoula.